# Ascocerida
Ascocerida — вимерлий ряд головоногих молюсків підкласу Orthoceratoidea. Ряд виник у середині ордовицького періоду та вимер до кінця силуру. Викопні рештки представників ряду знайдені у Європі та Північній Америці.

## Опис
Ascocerida відрізняються раковиною, що складається з довгої ювенільної частини (лонгіконічного типу) і роздутої дорослої частини (бревіконічного типу). З віком ювеніальна частина відпала від основної.
Ювенільний частина раковини зазвичай складається з вузького кругового циртокона, який піддавався періодичному усіченню. Довжина раковини сягала до 20 см у найбільших зразків. Сифон розташований на півдорозі між віссю раковини і черевною частиною. Він тонкостінний і трубчастий, з короткими ортоханітовими септальними шийками і злегка надутими сегментами. Ювенільна частина відома як листяна раковина, так як вона може скидати сегменти таким же чином, як листяні дерева скидають листя.
Доросла, або зріла аскоцероїдна раковина, зазвичай складається з розширеного екзогастрального бревікона з деякими унікальними особливостями. Апікальний кінець утворений перегородкою усічення, яка приблизно у три рази більша, ніж нормальні внутрішні перегородки і приблизно дорівнює товщині зовнішньої оболонки. Перегородки обмежені дорсальною стороною раковини, і утворюється серія дорсальних камер, які забезпечували стабільну плавучість.

## Родини
- Ascoceratidae
- Hebetoceratidae
- Choanoceratidae
- incerta sedis
  - Linstroemoceras